# Steirodon latipennis
Steirodon latipennis är en insektsart som först beskrevs av Henri Saussure och Francois Jules Pictet de la Rive 1898.  Steirodon latipennis ingår i släktet Steirodon och familjen vårtbitare. Inga underarter finns listade i Catalogue of Life.